# Ophioscion panamensis
Ophioscion panamensis es una especie de pez de la familia Sciaenidae en el orden de los Perciformes.

## Morfología
• Los machos pueden llegar alcanzar los 9,1 cm de longitud total.

## Hábitat
Es un pez de clima tropical y demersal.

## Distribución geográfica
Se encuentra en el Océano Atlántico occidental: desde Belice hasta Panamá.

## Observaciones
Es inofensivo para los humanos.